# بیاس

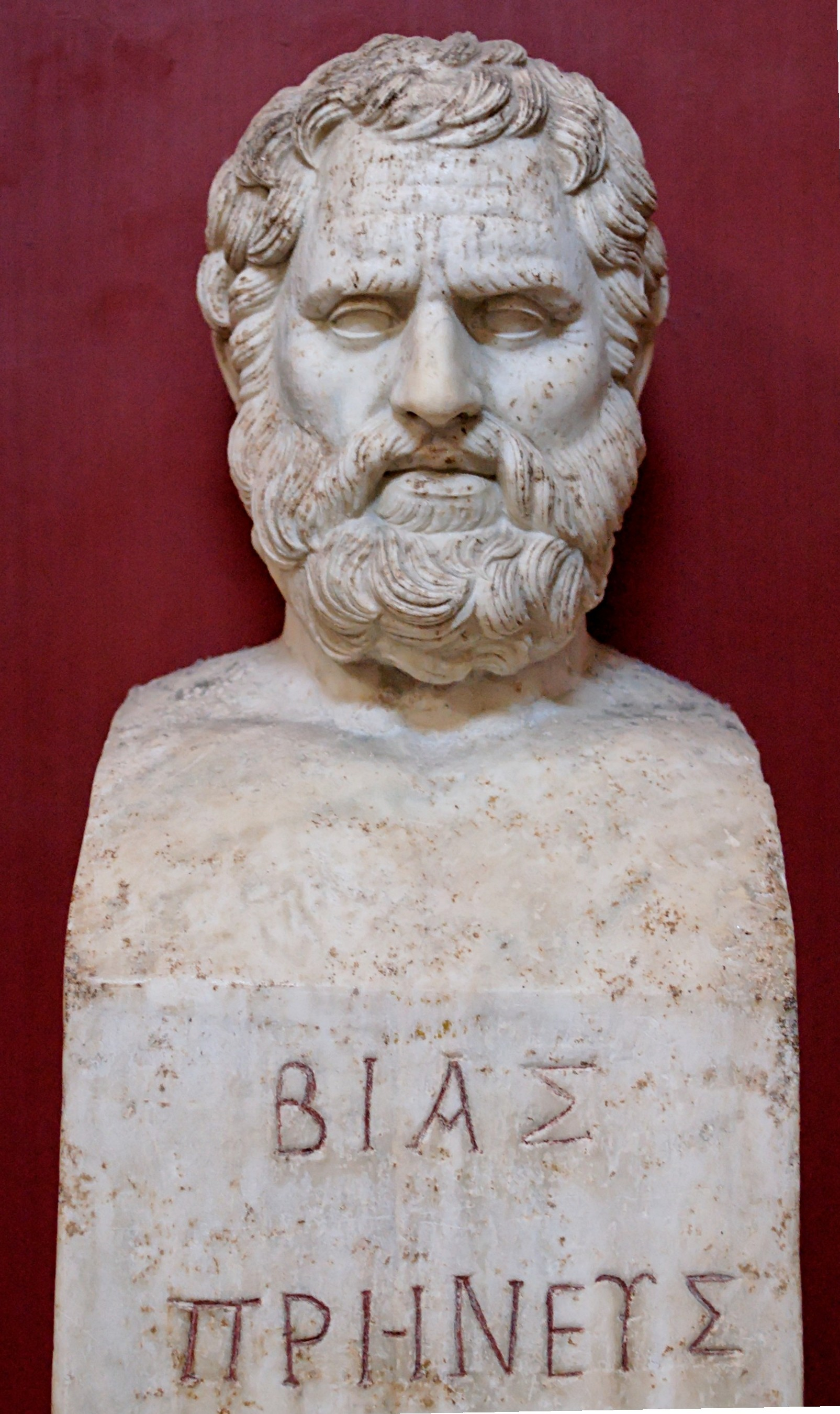
تندیس سنگی بیاس در موزه واتیکان

بیاس پرینی (به یونانی: Βίας ο Πριηνεὺς) اندیشمند، سیاستمدار و قانون‌گذار یونان باستان بود. پدرش تئوتاموس نیز از سیاستمداران برجستهٔ دوران خود به شمار می‌رفت. وی به وکالت و دفاع در دادگاه‌ها می‌پرداخته‌است و به گزارش دیوژن لائرتی نهایتا در یکی از جلسات دادگاه، پس از دفاع از متهم، سرش را بر شانه نوه‌اش گذاشته و به خواب فرو رفت، قاضی دادگاه دفاعیه وکیل سمت مقابل را شنیده و سپس رای را به نفع بیاس و موکلش صادر کرد، اما متوجه شدند که وی از دنیا رفته است.
یونانیان بیاس را در شمار فرزانگان هفتگانه آورده‌اند. یکی از مورخان یونانی او را فرزانه‌ترین هفت فرزانه معرفی کرده‌است. اما وی از پذیرفتن سه پایه برنزی معروف سر باز زده (که تالس هم آن را نپذیرفته بود) و آن را به دیگران حواله داد. نهایتا هیچ یک از هفت خردمند سه پایه برنزی پیدا شده در دریا را نپذیرفتند و سرانجام به معبد دلفی منتقل شد و این‌گونه ایشان به لقب خردمند معروف شدند.
افسانه‌های بسیاری راجع به نیک‌خواهی و خوش‌رفتاری توأم با درایت او در قبال مردم نقل شده‌اند. می‌گوید که تعداد دخترک اسیر را خریداری کرده و آزاد نمود، مدتی به ایشان درس داده و پذیرایی‌اشان کرد و نهایتا هزینه سفرشان را تامین نمود که از ایونیه به زادگاهشان سیسیل برگردند.
از جملات مشهور منسوب به بیاس می‌توان به موارد زیر اشاره کرد:
- بیشتر مردم بدند.
- آن‌گونه عشق می‌ورزند که گویی نفرت دارند، و آن‌گونه نفرت می‌ورزند که گویی عاشقند.
- مقام و منصب ذات مرد را آشکار می‌کند.